# Kastlové okno
"Kastlové okno" (germanismus) v posledních dvou stech letech nejobvyklejší konstrukce okna v podmínkách středoevropského klimatu. Správný a spisovný český název je dvojité okno, ten je však v praxi téměř neužívaný, proto také velmi málo známý. Snadno by také mohlo dojít k záměně s pojmem zdvojené okno, které má ale zcela jinou konstrukci a je v principu jiné. Pojmenování kastlové okno je v praxi  jednoznačně srozumitelné.

## Historie
Kastlové okno je druh okenní konstrukce která se vyvíjela postupně od novověku v podmínkách kontinentální Evropy. Tak jak rostly nároky na zlepšení tepelné izolace staveb a také jak se zvětšovala velikost oken. Smyslem této konstrukce bylo dosáhnou lepší tepelné izolace než tomu bylo u oken s jedním křídlem a jednoduchým zasklením. Jde tedy o dvě křídla za sebou se  vzduchovou mezerou, která pak slouží jako jistý izolant.

## Konstrukce
Původně šlo o dva samostatné pevné rámy při vnější hraně fasády a vnitřní hraně. Ty byly samostatně osazeny ve stěně. Tento typ dvojitého okna se nazývá špaletové. Během 19. století se vyvinula konstrukce, kdy původně samostatné jednoduché rámy byly silnou deskou ("fošnou" nebo "futernicí") spojeny v jeden celek – skříňovou konstrukci ("kastl"), která byla pak již jako hotový, v dílně dokončený celek osazena do stavby a zaomítána. Spojující deska je pak vlastně deštěním špalety. 
V posledních třiceti letech ztrácel princip "kastlového okna" na významu. Je stále více nahrazován systémy sofistikovaných konstrukcí s dvojskly a trojskly, oddělenými komorami rámu, důkladným těsněním a účinnými systémy kování.